# Wendytschany
Wendytschany (ukrainisch Вендичани; russisch Вендичаны Wenditschany, polnisch Wendyczany) ist eine Siedlung städtischen Typs in der ukrainischen Oblast Winnyzja mit etwa 3800 Einwohnern (2014).

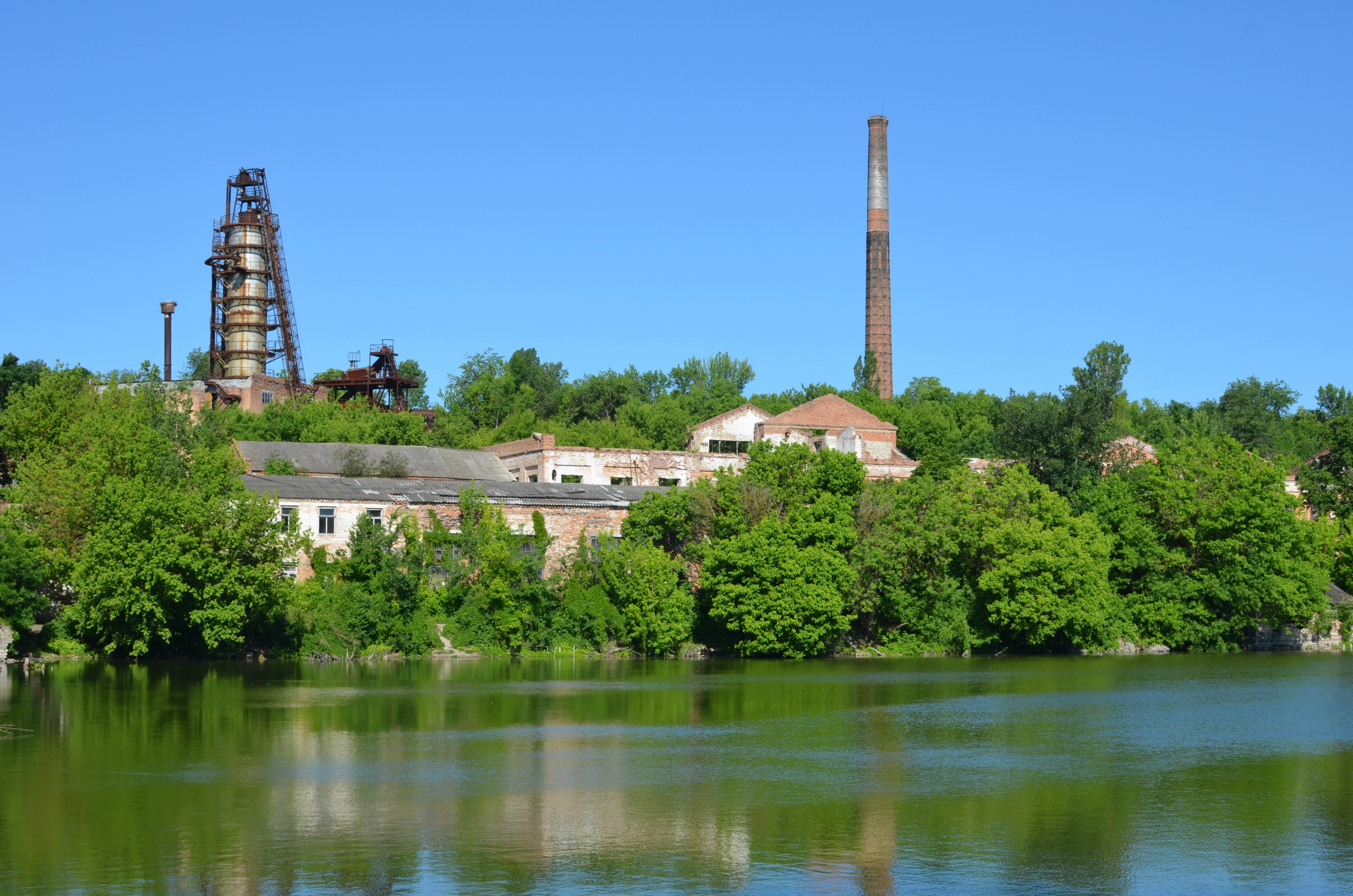
Teich und Zuckerfabrik im Ort

Die im 16. Jahrhundert erstmals erwähnte Ortschaft liegt im Norden des Rajon Mohyliw-Podilskyj am Ufer des zum Flusssystem des Dnister gehörenden Flusses Wendytschanka (Вендичанка) und an der Fernstraße M 21 und der Territorialstraße T–02–20. Das Rajonzentrum Mohyliw-Podilskyj befindet sich 23 km südlich und das Oblastzentrum Winnyzja etwa 100 km nordöstlich von Wendytschany.

## Persönlichkeiten
In Wendytschany kam im April 1902 der sowjetische und polnische Heerführer, General der Streitkräfte der Sowjetarmee und der Polnischen Volksarmee Stanisław Popławski zur Welt.

## Verwaltungsgliederung
Am 12. Juni 2020 wurde die Siedlung zum Zentrum der neugegründeten Siedlungsgemeinde Wendytschany (Вендичанська селищна громада/Wendytschanska selyschtschna hromada), zu dieser zählten auch die 22 in der untenstehenden Tabelle aufgelisteten Dörfer sowie die Ansiedlungen Kukawka und Nemertsche, bis dahin bildete sie zusammen mit den Dörfern Borschtschiwzi, Pidlisne und Tarassiwka die gleichnamige Siedlungsratsgemeinde Wendytschany (Вендичанська селищна рада/Wendytschanska selyschtschna rada) im Norden des Rajons Mohyliw-Podilskyj.
Folgende Orte sind neben dem Hauptort Wendytschany Teil der Gemeinde:
| Name                     | Name               | Name                                     |
| ukrainisch transkribiert | ukrainisch         | russisch                                 |
| ------------------------ | ------------------ | ---------------------------------------- |
| Borschtschiwzi           | Борщівці           | Борщевцы (Borschtschewzy)                |
| Hlyboka Dolyna           | Глибока Долина     | Глубокая Долина (Glubokaja Dolina)       |
| Hrabariwka               | Грабарівка         | Грабаровка (Grabarowka)                  |
| Kamjanezki Chutory       | Кам’янецькі Хутори | Каменецкие Хутора (Kamenezkije Chutora)  |
| Konewa                   | Конева             | Конева                                   |
| Krytschaniwka            | Кричанівка         | Кричановка (Kritschanowka)               |
| Kukawka                  | Кукавка            | Кукавка                                  |
| Kukawka                  | Кукавка            | Кукавка                                  |
| Lomasiw                  | Ломазів            | Ломазов (Lomasow)                        |
| Lutschynez               | Лучинець           | Лучинец (Lutschinez)                     |
| Lutschyntschyk           | Лучинчик           | Лучинчик (Lutschintschik)                |
| Nemertsche               | Немерче            | Немерче                                  |
| Nemertsche               | Немерче            | Немерче                                  |
| Nyschtschyj Oltschedajiw | Нижчий Ольчедаїв   | Низший Ольчедаев (Nisschni Oltschedajew) |
| Pidlisne                 | Підлісне           | Подлесное (Podlesnoje)                   |
| Ploske                   | Плоске             | Плоское (Ploskoje)                       |
| Sadowa                   | Садова             | Садовая (Sadowaja)                       |
| Serebrynzi               | Серебринці         | Серебринцы (Serebrinzy)                  |
| Slidy                    | Сліди              | Следы (Sledy)                            |
| Strussowe                | Струсове           | Струсово (Strussowo)                     |
| Suhaky                   | Сугаки             | Сугаки (Sugaki)                          |
| Tarassiwka               | Тарасівка          | Тарасовка (Tarassowka)                   |
| Tropowe                  | Тропове            | Троповое (Tropowoje)                     |
| Winosch                  | Вінож              | Винож                                    |